# Aleksandr Stroganow (1740–1789)
Aleksandr Nikołajewicz Stroganow (ur. 1740 – zm. 1789) – generał en chef i generał lejtnant wojsk rosyjskich, rzeczywisty tajny radca, baron.
Przebywał w Warszawie ze swoim pułkiem. Odznaczony Orderem Orła Białego.